# Kristian Nissen
Nils Kristian Nissen, född den 29 november 1879 i Kristiania, död den 10 maj 1968 i Bærum, var en norsk präst, son till officeren och kartografen Per Schjelderup Nissen.
Nissen blev teologie kandidat 1902, och studerade även kvänska och samiska. År 1904 blev han kyrkoherde i Karasjok. Han var ordförande i häradsstyret 1908-1910, med i den norsk-svenska renbeteskommissionen 1909-1912 och vid renbetesförhandlingarna med Sverige och Finland 1913-1921. Han blev domprost i Tromsø 1926, var kyrkoherde i Lier 1936-1949 och tillsyningsman för Fridtjof Nansens hem Polhøgda från 1951.
Nissen samlade ett stort material som belyser Finnmarks och samernas historia och kultur, om Lars Levi Læstadius och læstadianismen samt om äldre norsk kartografi, och publicerade ett flertal arbeten inom dessa områden.